# 美濃屋忠兵衛
美濃屋 忠兵衛（みのや ちゅうべえ、生没年不詳）とは明治時代の東京の地本問屋。

## 来歴
奥田氏。明治年間に東京府浅草区下平右衛門町2番地において地本問屋を営業している。美濃屋忠助の一族かといわれる。